# Santandergärdsmyg
Santandergärdsmyg (Thryophilus nicefori) är en akut utrotningshotad fågel i familjen gärdsmygar som enbart förekommer i ett litet område i Colombia.

## Utseende och läten
Santantergärdsmygen är en medelstor (15 cm) gärdsmyg färgad i vitt och rostrött. Ovansidan är olivbrun från hjässan till övre delen av ryggen, medan resten är rostbrun. På huvudet syns svartvitstreckad huvudsida och ett tydligt vitt ögonbrynsstreck. Undersidan är vit med lust gråbruna flanker och svartbandad undergump. Både stjärt och vingar är svarta. Liknande arten rostryggig gärdsmyg har enhetligt roströd ovansida. Lätena påminner även om denna, med låga, mjuka och studsande visslingar föregångna av ljusare toner.

## Utbredning och status
Fågeln förekommer enbart på östra Andernas västsluttning i norra Colombia, nära San Gil utmed floden Río Fonce.. Där är den enbart känd från ett handfull områden där dess levnadsmiljö är kraftigt degraderad. Världspopulationen tros bestå av endast 30 till 200 vuxna individer. Internationella naturvårdsunionen IUCN kategoriserar därför arten som akut hotad.

## Släktestillhörighet
Tidigare placerades bandgärdsmyg i Thryothorus, men DNA-studier visar att arterna i släktet inte är varandras närmaste släktingar, varför Thryothorus delats upp på flera mindre släkten, bland annat Thryophilus.

## Namn
Fågelns vetenskapliga artnamn hedrar Nicéforo María (född Antoine Rouhaire, 1888-1980), fransk missionär i Colombia 1908-1980 även verksam som zoolog och samlare av specimen.